# Топал Степан Михайлович
Степан Михайлович Топал (гаг. Stepan Topal; нар. 8 січня 1938, Румунія — пом. 29 вересня 2018) — діяч гагаузького національного руху. Голова Верховної Ради (1990 р. — 1991 р.), а потім перший і єдиний Президент самопроголошеної Республіки Гагаузія (1991 р. — 1995 р.).

## Біографія
За професією інженер-шляховик. З 1989 р — активіст гагаузького національного руху, член Комуністичної партії Молдови.
Керував з гагаузького боку процесом мирної реінтеграції самопроголошеної 12 листопада 1989 р. Республіки Гагаузія до складу Республіки Молдова в 1994 році, в результаті чого було сформовано особливе адміністративно-територіальне утворення Гагаузія. 1 грудня 1991 року був обраний президентом Гагаузії, отримавши 90 % голосів при явці 83 %.
У 2018 році Топал виграв в Європейському суді з прав людини справу про позбавлення його права на пенсію, прив'язану до розміру окладу голови Гагаузії. Помер 29 вересня 2018 року.

## Нагороди
- Кавалер ордена Республіки (Молдова, 2017)[4]